# Division du Nord
La Division du Nord (arabe : الفرقة الشمالية, al-Furqat al-Shamaliyah) était un groupe rebelle actif lors de la guerre civile syrienne. Fondée le 18 décembre 2015, elle fusionne avec d'autres groupes le 19 septembre 2016 pour former l'Armée libre d'Idleb.

## Histoire
Le groupe est né le 8 décembre 2015 de la fusion de deux groupes de l'Armée syrienne libre ; Fursan al-Haq et la 101e division d'infanterie. Cependant le 10 juin 2016, la 101e division annonce qu'elle se retire de la Division du Nord et redevient indépendante. 
Elle intègre les chambres d'opérations Fatah Halab, et Hawar Kilis en avril 2016.
Le 19 septembre 2016, la Division du Nord, Liwa Suqour al-Jabal et la 13e division forment l'Armée libre d'Idleb.

## Idéologie
Selon Jennifer Cafarella et Genevieve Casagrande, analystes pour the Institute for the Study of War, la Division du Nord est modérée et séculariste.

## Armement
La Division du Nord fait partie des brigades rebelles soutenues par les États-Unis qui bénéficient de livraisons de missiles antichar BGM-71 TOW américains.